# Kolinda Grabar-Kitarović
Kolinda Grabar-Kitarović (Rijeka, 29 d'abril de 1968) és una política croata, Presidenta de Croàcia entre 2015 i 2020. És la primera dona que ha estat elegida presidenta de la república des de la independència del país, així com la més jove a ostentar el càrrec.

## Biografia
Va ser la primera dona escollida Ministra d'Afers europeus, de 2003 a 2005, i Ministra d'Afers Estrangers i Integració europea, de 2005 a 2008, durant els gabinets d'Ivo Sanader. També va ser ambaixadora als Estats Units, de 2008 a 2011, i sotssecretaria general de diplomàcia pública a l'Organització del Tractat de l'Atlàntic Nord amb Anders Fogh Rasmussen i Jens Stoltenberg, de 2011 a 2014.
Grabar-Kitarović fou membre de la Unió Democràtica Croata, de 1993 a 2015, i un dels tres membres croates de la Comissió Trilateral.

### Primera ministra
Va guanyar per un estret marge la segona volta electoral a les eleccions presidencials croates de 2014-2015 contra el llavors president Ivo Josipović. Va haver de renunciar a ser membre de la Unió Democràtica Croata i de la Comissió Trilateral el 2015, ja que els presidents croates no poden tenir posicions polítiques o afiliació de partit mentre són al càrrec.
El 2016 la revista Forbes la va llistar en el lloc 46 d'entre les dones més poderoses del món i el 2017 en el lloc 39.
Va perdre el càrrec a les eleccions presidencials croates de 2019-2020 en segona ronda enfront del candidat socialdemòcrata Zoran Milanović.